# Adalgisa Nery
Adalgisa María Feliciana Noel Cancela Ferreira (Río de Janeiro, 29 de octubre de 1905 — Río de Janeiro, 7 de junio de 1980), más conocida artísticamente como Adalgisa Nery, fue una poeta, activista, y periodista brasileña.

## Biografía

### Infancia
Nacida en una vivienda de la rua Sebastião Lacerda, Barrio Laranjeiras, Adalgisa era hija del abogado Gualter Ferreira, natural de Mato Grosso, pero con residencia en Río de Janeiro, y de la portuguesa Rosa Cancela. Sensible e imaginativa desde temprano, fue huérfana de madre a sus ocho años de edad, significándole un gran impacto, registrado más tarde en su obra. 
El segundo casamiento de su padre, la hizo atravesar por conflictos emocionales, pues Adalgisa no se adaptó al temperamento difícil de la madrastra. Estudió como interna en un colegio de monjas e, y en aquella época, ya era vista como "subversiva" por defender a las "huérfanas" (categoría harto común en los colegios religiosos de la época), consideradas subalternas y por ende maltratadas. Por esa razón, acabó siendo expulsada de la Escuela. Por lo tanto, su única educación formal que recibió en su vida fue la dada con la enseñanza primaria.

### Vida com Ismael Nery
A los quince años, Adalgisa se enamoró de su vecino, el pintor Ismael Nery, uno de los precursores del Modernismo en el Brasil, con quien se casó a los diecieseis años. La pareja duró doce años, hasta el fallecimiento del pintor, en 1934. En esa etapa con Nery, desde el casamiento, Adalgisa Nery se sumergió en una vida agitada, que le proporcionó la entrada a un sofisticado circuito intelectual gracias a frecuentes reuniones en su casa. Así conoció Adalgisa a un círculo de artistas e intelectuales como Manuel Bandeira, Jorge de Lima, Murilo Mendes. Y con una estadía de dos años en Europa con su marido, y la consecuente adquisición de más cultura. Allí se vincularon, entre otros con Marc Chagall y el compositor brasileño Heitor Villa-Lobos. Pero la vida de Adalgisa también estuvo marcada por el sufrimiento, debido a la relación conflictiva, y hasta muchas veces violenta, con su marido. El matrimonio tuvo siete hijos varones, aunque solamente el mayor, Ivan, y el más joven, Emmanuel, sobrevivieron. Todos los demás, incluyendo un par de gemelos, no sobrevivirían más allá de un año de edad
En 1959, Adalgisa Nery publicó la novela autobiográfica A Imaginária, que se convirtió en su mayor suceso editorial. Adalgisa, usando como alter ego al personaje Berenice, describió cómo la fascinación que sentía por el marido al inicio de la vida de casada fue sustituida por un verdadero sentimiento de terror por la violencia que se sucedía en la vida cotidiana.
Ismael Nery falleció de tuberculosis en 1934, y viuda a los veintinueve años, sin suficientes recursos financieros y con dos hijos a criar, Adalgisa trabajó primero en la Caixa Econômica Federal, y posteriormente consiguió obtener un cargo en el Consejo de Comercio Exterior de Itamaraty. En 1937, lanzó su primer libro de poesía, titulado Poemas.

### Vida con Lourival Fontes
En 1940, Adalgisa se casó con el periodista y abogado Lourival Fontes, que era el director del "Departamento de Prensa y Propaganda (DIP), de creación por Getúlio Vargas en 1939, para difundir la ideología del Estado Novo.
Siguió a su segundo marido, que tenía funciones diplomáticas, en Nova York desde 1943 hasta 1945, y como embajador en México en 1945.  En este país, hizo amistades con los pintores Diego Rivera, José Orozco (ambos la retratarían), Frida Kahlo, David Siqueiros y Rufino Tamayo. En 1952, viajó nuevamente a dicho país, ahora como embajadora plenipotenciaria, para representar al Brasil en la toma de posesión del presidente electo Adolfo Ruiz Cortines. Allí recibió la Orden del Águila Azteca, distinción nunca antes concedida a una mujer, en virtud de sus conferencias sobre Juana Inés de la Cruz.
El casamiento con Lourival duró trece años, y su separación ocurrió cuando él se enamoró de otra mujer. 

### Periodista y política
En razón de su gran sufrimiento, causado por el abandono de Lourival Fontes, y a pesar de su reconocido valor literario no solo en el Brasil, sino también en Francia, donde fue traducida una antología de poemas por Pierre Seghers, Adalgisa decidió destruir su reputación y renegar de su obra. A partir de allí, se hizo periodista, escribiendo para el periódico Última Hora, y política. Así, fue elegida diputada por tres periodos, primero por el Partido Socialista Brasileiro (PSB) y después, en tiempos de bipartidismo, por el Movimiento Democrático Brasileño (MDB). En 1969, le quitaron el mandato y sus derechos políticos fueron conculcados.

### Últimos años
Pobre y desamparada, sin ni siquiera donde pernoctar, después de haber dado todo a sus hijos, Adalgisa residió entre 1974 y 1975 en una casa del comunicador televisivo Flávio Cavalcanti, en Petrópolis, donde vivió prácticamente como reclusa. Contrariando su propósito de nunca más dedicarse a la literatura, comenzó nuevamente a escribir, publicando dos libros de poesía, otros dos de cuentos, uno de artículos y la novela Neblina. El romance se lo dedicó a Cavalcanti, considerado "dedo-duro" por la dictadura, en gratitud por la acogida que le había brindado. En conflicto entre lo que sería "políticamente correcto" y la lealtad a un amigo, Adalgisa escogió, sin hesitar, el camino del afecto. En razón de eso, el libro fue ignorado por la crítica
En 1975, pasó a vivir en la casa de su hijo más joven, Emmanuel. En mayo de 1976, dejó una nota para su hijo y ella misma se internó, por libre y espontánea voluntad, sin tener enfermedad alguna, en una casa de reposo para la tercera edad, en Jacarepaguá. Emmanuel, cuando llegó a la casa, sorprendido, no la halló más a su madre. Un año más tarde, sufrió un accidente cerebrovascular, y quedó afásica y hemipléjica. Y luego de tres años, a los setenta y cuatro años, falleció.

## Obras[2]
Numerosas historias y poemas fueron traducidas al inglés, castellano, francés, germano, y al italiano.
- Poemas. Ed. Pongetti, 88 pp. 1937

- A Mulher Ausente, poemas. Ed. Livraria Jose Olympio, 151 pp. 1940

- Og, cuentos. Ed. J. Olympio, 133 pp. 1943

- Ar do Deserto, poemas. Ed. J. Olympio, 84 pp. 1943

- Cantos da Angústia, poemas. Ed. J. Olympio, 143 pp. 1948

- As Fronteiras da Quarta Dimensão, poemas. Ed. Livraria J. Olympio, 133 pp. 1952

- Brasileiros contra o Brasil. Volumen 1 de Antología nacionalista / o Movimento Nacionalista Brasileiro. Con gabriel de Resende Passos. Ed. Fulgor, 303 pp. 1958

- A Imaginária, romance. Ed. J. Olympio, 209 pp. 1959

- 'Sopram os ventos da liberdade. Volumen 2 de Antología nacionalista / o Movimento Nacionalista Brasileiro. Con oswaldo Almeida Costa. Ed. Fulgor, 319 pp. 1959

- Mundos Oscilantes, poemas. Ed. J. Olympio, 324 pp. 1962

- Retratos do Brasil. Volúmenes 17-19. Con octávio Ianni, f. Magalhães Martins. Editora Civilização Brasileira, 167 pp. 1963

- Retrato sem Retoque, crónicas periodísticas, 1966

- Vinte e dois (22) menos um (1), cuentos. Editora Expressão e Cultura, 176 pp. 1972

- Neblina, romance. Ed. J. Olympio, 135 pp. 1972

- Erosão, poemas. Ed. J. Olympio, 81 pp. 1973

## Condecoraciones
- México: Orden del Águila Azteca